# 9 cm Feldkanone M 75/96
A 9 cm Feldkanone M 75/96 az Osztrák–Magyar Monarchia tábori lövege volt az első világháború idején. Az ágyú az M 75 tábori üteg modernizált változata. 1898-re gyakorlatilag az összes M 75-öst átalakították. Anyagi okokból ez a fegyver is a régi ágyúk bronz csövével rendelkezett, bár ezt is átalakították, hogy ellen tudjon állni az újabb és erősebb hajtóanyagnak. Egy rugóval felszerelt, földbe ásott fék segítségével az üteg visszarúgását sikerült 5–6 méterről 80 centiméterre lecsökkenteni. Sok ágyú védőlemezt is kapott az első világháború alatt.

### Fordítás
Ez a szócikk részben vagy egészben  a(z)   9 cm Feldkanone M 75/96 című angol Wikipédia-szócikk fordításán alapul.  Az eredeti cikk szerkesztőit annak laptörténete sorolja fel. Ez a jelzés csupán a megfogalmazás eredetét és a szerzői jogokat jelzi, nem szolgál a cikkben szereplő információk forrásmegjelöléseként.